# باسم کربلایی
باسم‌اسماعیل کربلایی (به عربی: باسم‌أسماعیل ألکربلائی زادهٔ ۱۱ نوامبر ۱۹۶۶) مداح و قصیده خوان عراقی است. او در سال ۱۹۸۰ از عراق به ایران مهاجرت کرد. پس از سقوط صدام حسین به عراق بازگشت و دور جدیدی از پیشه‌اش را آغاز کرد. نوحه‌های «برائة العشق»، «بنات النبی»، «قارورة»، «صلیت؟»، «تزورونی»، «لیش تأخر عباس»، «صلوات»، «ربنا صل علی احمد» از کارهای معروف اوست.

## زندگی‌نامه
او اولین مداح عراقیست که مداحیش را در استودیو ضبط کرد. وی هر سال آلبومی منتشر می‌کند؛ که آلبوم‌های ۱۴۴۰، باسم، بنات النبی، هذه الحکایة، یا حسین، بعد ما أشوفک، صلی الموت، یوم الأربعین، للبکاء بقیة، قائدنا الحسین، تلک الصرخة، مجانینک، یسجلنی، صلوات، تزورونی، ضَعُوا و سامحني از آلبوم‌های او هستند.